# Grad Rakovec
Koordinati:   45°55′48″N, 16°19′12″EGrad Rakovec (hrvaško Rakovec) je kot utrjen grad nekoč stal na robu naselja  Rakovec, okoli 8 km južno od mesteca Sveti Ivan Zelina, in 35 km vzhodno od Zagreba. V času turških vpadov ni bil nikoli osvojen. Propadel je leta 1755, ko so ga požgali kmečki puntarji, nakar je bil prepuščen propadu in od njega do danes ni ostalo kaj dosti. 

## Zgodovina
Zgrajen je bil kot sedež gospostva Rakovec, ki se prvič v zgodovinskih listinah omenja v dokumentu ogrskega kralja Emerika iz leta 1204, ki je posest dal banu Martinu.  Leta 1244 se v darovnici ogrskega kralja Bele IV. grad Rakovec (castri Rokonok) prvič izrecno imenuje in kot rakovški gospodar (župan) omenja neki Vogenislav (Vognizlov), ki je bil praded rakovških plemičev Pučićev, ki so posest imeli več kot dve stoletji. Tako lahko njih štejemo za graditelje utrjenega gradu. Ban Mikac je leta 1340 zasedel grad Rakovec in ga odvzel Rakovškim plemičem. Nato jim je posesti vrnil ogrski kralj Ljudevit leta 1356. Leta 1435 sta gospodarja gradu Rakovec, Tomo in Anton Rakoviška, naselju pod gradom zagotovila trške pravice. Leta 1440 je Matija Pučić prodal polovico posesti Rakovec celjskim knezom oziroma Ulriku II. Celjskemu. Ta je kasneje odkupil še drugo polovico in občasno, na primer leta 1454, tudi bival na gradu in ga neposredno vodil. Po njegovi smrti 1456 je grad in gospoščino prevzela njegova vdova kneginja Katarina, ki jo dokumenti omenjajo kot skrbno gospodarico. Leta 1460 je kneginja Katarina odstopila svoje posesti vključno z Rakovcem grofu in vojskovodji Janu Vitovcu z Grebena, ki je bil ban Slavonije. Posest in grad sta posedovala tudi njegova sinova. Potem je grad in gospostvo odkupil ban Ivaniš Korvin. Leta  1531 je Rakovec prevzel Nikola Zrinski Sigetski in Zrinski so ga imeli v lasti naslednjih 160 let.
Po razkritju zrinsko-frankopanske zarote so polovico Rakovca prodali zagrebškemu Kaptolu za poplačilo dolgov Petra Zrinskega, drugo polovico pa je koristila vdova Nikole, Sofija s sinom Adamom, ki je padel v bitki pri Slankamenu leta 1691. Nato je posesti tri leta vladal Adam Batijani, nakar je Rakovec kupil Baltazar Patačić. Rod Patačićev na Rakovcu je izumrl z grofico Eleonoro leta 1834 in posest je ponovno pripadla kraljevi dvorni komori ali finančnemu ministrstvu.
Za zgodovino gradu in posesti je pomembno leto 1562, ko je hrvaški Sabor pod vodstvom bana Erdodija sklenil, da se na grad Rakovec postavi posadka 10 vojakov, in istega leta je ob ponovnem turškem pohodu ostal edino mesto oz. grad, ki ga Turki takrat in niti nikoli kasneje niso zavzeli. Leta 1754 je habsburška cesarica Marija Terezija odredila popis, kar je tlačane navdalo z bojaznijo, da je namen popisa dvig davkov. V kmečkem uporu, ki je sledil leta 1755, so kmetje grad Rakovec požgali. Grad je bil potem prepuščen propadu.